# UFC 317
UFC 317: Topuria vs. Oliveira foi um evento de artes marciais mistas produzido pelo Ultimate Fighting Championship que aconteceu em 28 de junho de 2025, na T-Mobile Arena em Paradise, Nevada, Estados Unidos.
O evento foi o destaque da 13ª Semana Internacional da Luta anual da organização. A luta principal contou com uma disputa pelo cinturão vago do peso-leve do UFC entre o ex-campeão peso-pena Ilia Topuria e o ex-campeão peso-leve Charles Oliveira. No coevento principal, Alexandre Pantoja colocou seu cinturão do peso-mosca do UFC em disputa contra Kai Kara-France.

## Contexto
A luta principal pelo cinturão vago dos leves foi marcada após o então campeão, Islam Makhachev, abdicar do título para subir de categoria e focar em uma disputa pelo cinturão dos meio-médios. Para este confronto, Ilia Topuria, até então campeão invicto dos penas, também abdicou de seu cinturão para buscar o título em uma segunda categoria de peso. Arman Tsarukyan, um dos principais ranqueados da divisão, foi designado como o lutador reserva oficial para a disputa de título.
A disputa de cinturão do peso-mosca no coevento principal entre Alexandre Pantoja e Kai Kara-France é uma revanche de um encontro ocorrido em 2016, durante as quartas de final do The Ultimate Fighter: Tournament of Champions. Na ocasião, em uma luta de exibição de dois rounds, Pantoja venceu por decisão unânime.
O card sofreu diversas alterações:
- No peso-mosca, Manel Kape se retirou de sua luta contra Brandon Royval devido a uma fratura no pé e foi substituído por Joshua Van.[8]
- No peso-pesado, Justin Tafa retirou-se do combate contra Jhonata Diniz por razões não reveladas e foi substituído pelo estreante Alvin Hines.[9]
- No peso-médio, Sedriques Dumas retirou-se da luta contra Jackson McVey e foi substituído pelo estreante invicto Christopher Ewert.[10]
- Uma luta entre Paulo Costa e Roman Kopylov foi adiada para o UFC 318.[11]

## Transmissão
Nos Estados Unidos, o card principal foi disponível por pay-per-view através do ESPN+. O card preliminar foi transmitido pela ESPN e pelo ESPN+, enquanto as preliminares iniciais foram exclusivas do UFC Fight Pass.
No Brasil, todo o evento, do card preliminar ao principal, foi transmitido ao vivo e na íntegra pelo serviço de streaming UFC Fight Pass.

## Pesagens
A pesagem oficial do evento ocorreu na manhã de sexta-feira, 27 de junho de 2025, no horário local de Las Vegas. Todos os lutadores escalados para o card bateram o peso com sucesso, incluindo Arman Tsarukyan, que se pesou como reserva oficial da disputa de cinturão dos leves.
A luta entre Chris Ewert e Jackson McVey, que seria realizada de última hora, foi cancelada após Ewert não conseguir se pesar, devido a problemas de gerenciamento de peso. Como resultado, Ewert foi imediatamente cortado do plantel do UFC.

## Resultados
1. ↑  Pelo Cinturão Vago Peso Leve do UFC.
2. ↑  Pelo Cinturão Peso Mosca do UFC.

### Análise e Resultados do Card Principal

#### Topuria vs. Oliveira
O ex-campeão Charles Oliveira busca recuperar o cinturão dos leves e ampliar seus recordes como maior finalizador e um dos maiores vencedores da história do UFC. Ele enfrenta Ilia Topuria, o ex-campeão invicto dos penas, que subiu de categoria na tentativa de se tornar o nono lutador na história da organização a conquistar títulos em duas divisões de peso diferentes.

##### Resultado
No entanto, foi Topuria quem saiu vitorioso e fez história. O georgiano nocauteou Oliveira ainda no primeiro round e conquistou o cinturão dos leves. Topuria começou a luta com jabs precisos, mas viu o brasileiro reagir com uma queda e uma tentativa de chave de joelho. O ex-campeão peso-pena, no entanto, se recuperou rapidamente, voltou a lutar em pé e dominou com golpes potentes. Um direto seguido de um cruzado levou Oliveira à lona de forma imediata, encerrando o combate e iniciando a "Era Topuria" na divisão. Com o triunfo, Ilia se manteve invicto no MMA profissional com 17 vitórias, sete delas por nocaute, e entrou para o seleto grupo de campeões duplos na história do UFC. Ainda no octógono, foi confrontado por Paddy Pimblett, cotado como possível próximo desafiante ao cinturão.

#### Pantoja vs. Kara-France
O campeão Alexandre Pantoja tenta realizar sua quarta defesa de cinturão consecutiva no peso-mosca. Uma vitória pode isolá-lo como o atleta com o maior número de vitórias na história da categoria. Seu adversário, Kai Kara-France, ex-campeão interino, busca a redenção na sua segunda oportunidade de conquistar o título linear da divisão.

##### Resultado
Pantoja confirmou o favoritismo e manteve o cinturão no Brasil. Na luta co-principal do UFC 317, o campeão peso-mosca não deu chances ao neozelandês e venceu por finalização no terceiro round, aplicando um mata-leão preciso após mais uma queda e transição dominante para as costas. Durante toda a luta, o brasileiro controlou o ritmo, neutralizando o poder de nocaute do adversário com quedas, controle posicional e ground and pound. Com a vitória, Pantoja alcançou sua quarta defesa de título consecutiva, se consolidando como um dos maiores nomes da história da divisão até 57 kg. O triunfo também marcou sua 12ª finalização na carreira. Ao final da luta, Joshua Van, que havia vencido Brandon Royval no combate anterior, subiu ao octógono e protagonizou a primeira encarada com o campeão, sugerindo o próximo confronto pelo título dos moscas.

#### Dariush vs. Moicano
O confronto no peso-leve coloca frente a frente dois lutadores em momentos distintos. Renato Moicano (#11 do ranking) busca capitalizar sobre sua recente popularidade e uma sequência de quatro vitórias em cinco lutas para subir no ranking. Por outro lado, Beneil Dariush (#9 do ranking), um veterano da categoria, precisa de uma vitória para interromper uma sequência de derrotas contra a elite da divisão e se manter relevante na corrida pelo título.

##### Resultado
Na luta, Dariush demonstrou resiliência e experiência para frear o avanço do brasileiro. Com uma performance dominante, venceu Moicano por decisão unânime com um triplo 29-28. O ex-desafiante começou melhor a luta com bons golpes em pé e um knockdown ao final do primeiro round. No entanto, a partir do segundo assalto, Dariush impôs seu estilo, utilizando o clinch, controle no solo e chutes no corpo para desgastar o rival. O norte-americano anulou as ações ofensivas de Moicano e garantiu a vitória com autoridade. Com o resultado, Dariush defende sua posição no top 10 dos leves e soma sua nona vitória nas últimas onze apresentações.

#### Royval vs. Van
Brandon Royval, ex desafiante ao cinturão peso-mosca, busca se manter no topo da categoria ao enfrentar o prospecto em ascensão Joshua Van. Van, que aceitou a luta com pouco tempo de aviso, tem a oportunidade de obter a vitória mais significativa de sua carreira e invadir o top 5 do ranking.

##### Resultado
E foi exatamente o que ele fez. Joshua Van entregou uma performance impressionante e venceu Brandon Royval por decisão unânime, mesmo com menos de três semanas desde sua última luta. Mostrando velocidade e precisão, o atleta de 23 anos, nascido em Myanmar, dominou os momentos iniciais da luta com jabs e diretos que neutralizaram as investidas do ex-desafiante. No final do primeiro round, Van ainda conseguiu um knockdown, aumentando sua vantagem. Nos rounds seguintes, o duelo ficou mais equilibrado, mas Van manteve o controle com golpes mais limpos e uma queda importante nos instantes finais da luta. Com parciais de um duplo 29-28 e 30-27, Van conquistou sua quinta vitória consecutiva no UFC e deu um grande salto rumo ao topo da divisão peso-mosca, sendo colocado frente a frente com Alexandre Pantoja logo após o evento, como provável próximo desafiante ao cinturão.

#### Talbott vs. Lima
Em um duelo de jovens talentos no peso-galo, o prospecto e explosivo nocauteador Payton Talbott testa suas habilidades contra o versátil brasileiro Felipe Lima. Lima, que vem de duas vitórias no peso-pena, retorna à sua categoria de origem em um combate que pode projetar o vencedor para um confronto contra um adversário ranqueado.

#### Resultado
Talbott aproveitou bem a oportunidade e teve uma performance consistente para vencer Felipe Lima por decisão unânime na abertura do card principal do UFC 317. Demonstrando solidez tanto na trocação quanto na defesa de quedas, o norte-americano controlou o ritmo da luta desde o início, usando combinações de chutes altos e golpes limpos para minar as ações do brasileiro. Mesmo nos momentos em que a luta foi para o chão, Talbott mostrou superioridade com boas transições e defesas contra as tentativas de finalização do Lima, Após três rounds competitivos, os juízes laterais anotaram um triplo 29-28 a favor de Talbott, que agora soma nove vitórias em dez lutas no MMA profissional. O americano conquistou o primeiro triunfo por pontos de sua carreira, mantendo-se como uma das promessas mais empolgantes da divisão até 61 kg.

## Prêmios de bônus
Os seguintes lutadores receberam bônus de US$ 50.000.
- Luta da Noite: Joshua Van vs. Brandon Royval
- Performance da Noite: Ilia Topuria e Gregory Rodrigues